# SeaMonkey
SeaMonkey es una suite de Internet conformada por navegador web, cliente de correo electrónico (Mozilla Thunderbird), libreta de contactos, editor de páginas web (Mozilla Composer) y cliente de IRC (ChatZilla).
En esencia, es un proyecto que continúa del desarrollo de Mozilla Application Suite, siendo el desarrollo realizado y controlado enteramente por su comunidad de desarrolladores y usuarios a través de The SeaMonkey Council, entidad apoyada sobre todo en cuanto a recursos técnicos por la Fundación Mozilla.

## Historia
El 10 de marzo de 2000, la Fundación Mozilla anunció que no publicarían más versiones oficiales de la suite más allá de la serie 1.7.x, porque ahora están enfocados en las aplicaciones independientes Firefox (navegador web) y Thunderbird (cliente de correo electrónico).
No obstante, la Fundación Mozilla enfatizó que todavía podrían proporcionar la infraestructura para los miembros de la comunidad que desearan continuar con el desarrollo de la suite Mozilla. Dicha medida provocó críticas, decepción y molestias entre los más leales y antiguos seguidores de la suite.
SeaMonkey 1.0, la primera versión final y estable, fue puesta a disposición del público el 30 de enero de 2006.

## El nombre "SeaMonkey"
Para evitar confusiones a quienes todavía quisieran usar la Suite Mozilla original, se necesitaba un nuevo nombre para el nuevo producto.  Después de especulaciones iniciales por miembros de la comunidad, el 2 de julio de 2005, un anuncio confirmó que "SeaMonkey" sería oficialmente el nombre de esta suite de Internet, reemplazando al nombre "Mozilla Application Suite".
"Seamonkey", denominación que en inglés corresponde a la artemia salina, fue un nombre anteriormente usado por la Fundación Mozilla (y antes por Netscape Communications) como el nombre código de la propia Mozilla Suite. The SeaMonkey Council está en el proceso de registrar el nombre con la ayuda de la Fundación Mozilla. También utiliza un esquema de numeración aparte, habiendo sido denominada la primera versión SeaMonkey 1.0. A pesar de tener un nombre y número de versión diferente, SeaMonkey 1.0 se basa en lo que iba a ser Mozilla Suite 1.8, con plataforma Gecko 1.8.

### Aplicaciones similares
- Internet Explorer
- Mozilla Application Suite
- Mozilla Firefox
- Netscape Navigator